# Forêt de Bouconne
La forêt de Bouconne est un massif forestier situé dans le Sud-Ouest de la France, principalement dans le département de la Haute-Garonne et plus marginalement du Gers, à une vingtaine de kilomètres à l'ouest de Toulouse.

## Situation

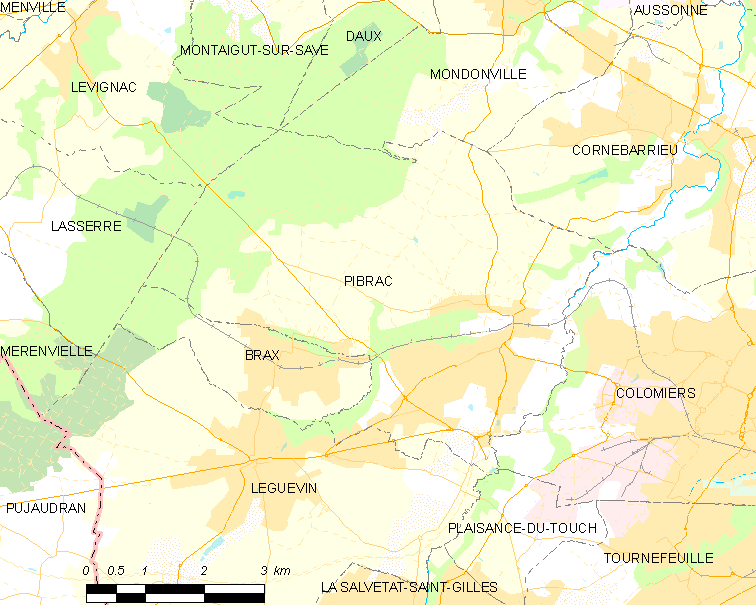
Forêt de Bouconne, surface verte à gauche.

La forêt s'étale sur les territoires des communes de Pibrac, Brax, Léguevin, Lasserre, Daux, Lévignac-sur-Save, Mérenvielle, Mondonville, Montaigut-sur-Save en Haute-Garonne et Pujaudran dans le Gers.
Orientée sur environ 10 km de sud-ouest vers nord-est, elle est traversée en son milieu par la route départementale D 24 qui relie Pibrac et Brax à Lévignac, par la D 42 qui relie Léguevin à Lasserre et Mérenvielle et par la ligne ferroviaire de Toulouse à Auch. L'itinéraire à grand gabarit ayant été emprunté par les convois d'Airbus A380 de 2004 à 2020 contourne la forêt au nord.
Des parkings sont aménagés en milieu de forêt, le principal sur la D 24 (entrée de Lévignac) et un second sur la D 42 (entrée de Lasserre), ou en bordure de forêt à Mondonville (entrée de Mondonville), Lasserre (maison forestière), Pujaudran (maison forestière Saint-Louis), Montaigut-sur-Save ou Daux (entrée de Bichou) et à la base de loisirs.
La via Tolosana (GR 653) traverse la forêt entre Pibrac et L'Isle-Jourdain.

## Description
D'une surface de 2 700 hectares, le massif forestier est géré principalement par l'Office national des forêts (forêt domaniale de 2 000 hectares). Il comprend également des parties privées et d'autres communales. Il accueille une base de loisirs et un centre aéré, gérés par le Syndicat mixte pour l'aménagement de la forêt de Bouconne. La forêt de Bouconne est parcourue par de nombreux chemins empruntés à pied ou à vélo tout terrain.
Son massif a une altitude qui varie de 180 (au nord-est) à 290 mètres (au sud-ouest). Son sol lourd et mal drainé, est composé de cailloux roulés, de graviers et d'argile. Le climat est celui de la région toulousaine, doux et humide avec ses écarts accusés et fortement venté parfois de vent d'autan qui dessèche tant la terre.

### Massif
La forêt de Bouconne est installée sur les trois terrasses les plus anciennes du système alluvionnaire de la Garonne. Ces terrasses situées à des altitudes croissantes au-dessus de la vallée proprement dite, sont reliées entre elles par des talus à pente modérée. Dans les limites de la forêt de Bouconne, il ne persiste de la première terrasse que deux petits plateaux situés à 269 m d'altitude au sud-ouest près de Pujaudran. La deuxième terrasse entre Léguevin et Lasserre est constituée essentiellement par des plateaux horizontaux dont l'altitude moyenne est de 235 mètres. La troisième terrasse vers le nord-est, d’une altitude moyenne de 185 mètres et large de 8 à 9 kilomètres, est la plus vaste et la plus importante des terrasses de la Garonne ; elle présente une surface plane d’environ 1 000 ha presque parfaite.

### Hydrographie
Le réseau hydrographique du massif de Bouconne est des plus rudimentaires. De petits ruisselets le traversent. Pendant les périodes pluvieuses, ces ruisseaux recueillent une partie des eaux de ruissellement, mais ils n'ont que peu d'influence sur le drainage des vastes surfaces horizontales de la forêt. Des retenues ont permis d’aménager des étangs ou lacs.
S’écoulant vers le nord dans la Save, le ruisseau de Sère ou Cérès et le ruisseau de la Croix. Le ruisseau de Sère s’écoule en bordure nord de forêt dans le lac de Sainte-Anne et le lac de Macau. Le lac de la Croix est proche de l’entrée Bichou.
S’écoulant vers le sud vers l’Aussonnelle, le Rieu Tort ou ruisseau du Paradis longe le talus reliant la première et la deuxième terrasses et la Bordette ou ruisseau du Gajea longe le talus reliant la deuxième et la troisième terrasses. Le Rieu Tort traverse les étangs de la Chaume (ou de La Venauze) et l’étang de Belloc. Le lac de Bordette proche du parking principal est très fréquenté.
Le laquet de Lutché près maison forestière Saint-Louis, servait pour l'alevinage de gardons dans l'entre deux guerres.

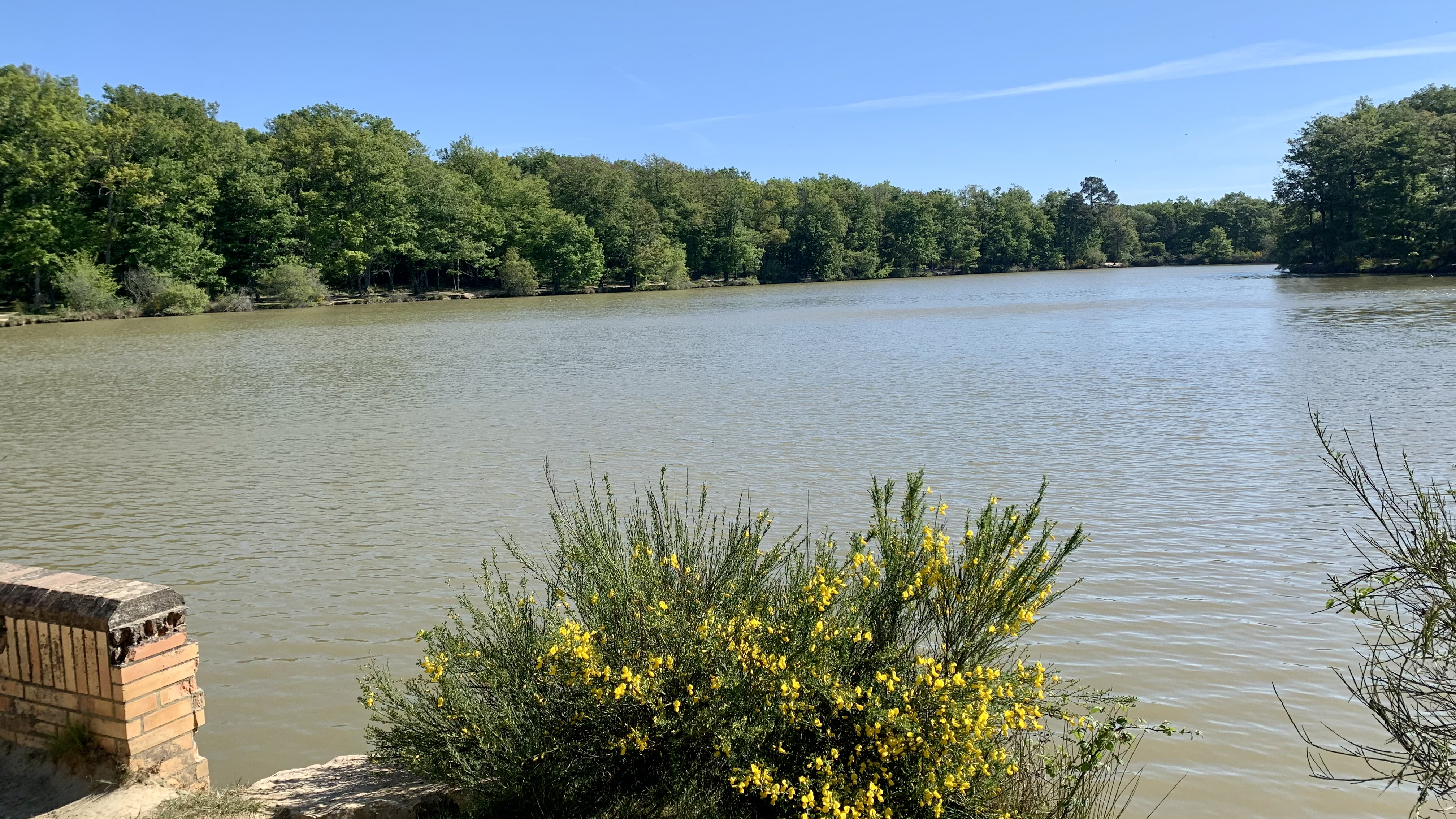
Lac de Bordette
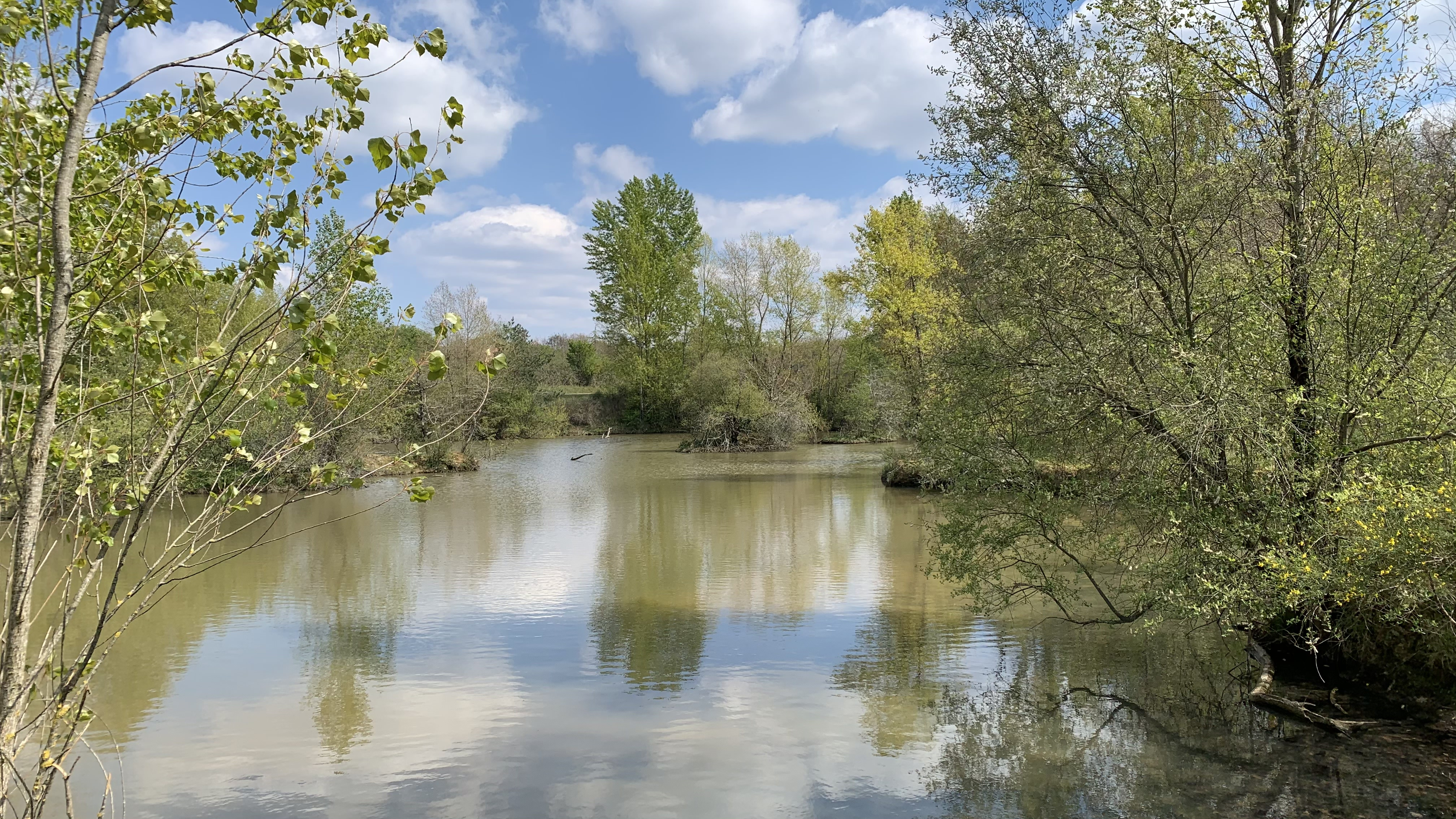
Lac de la Croix
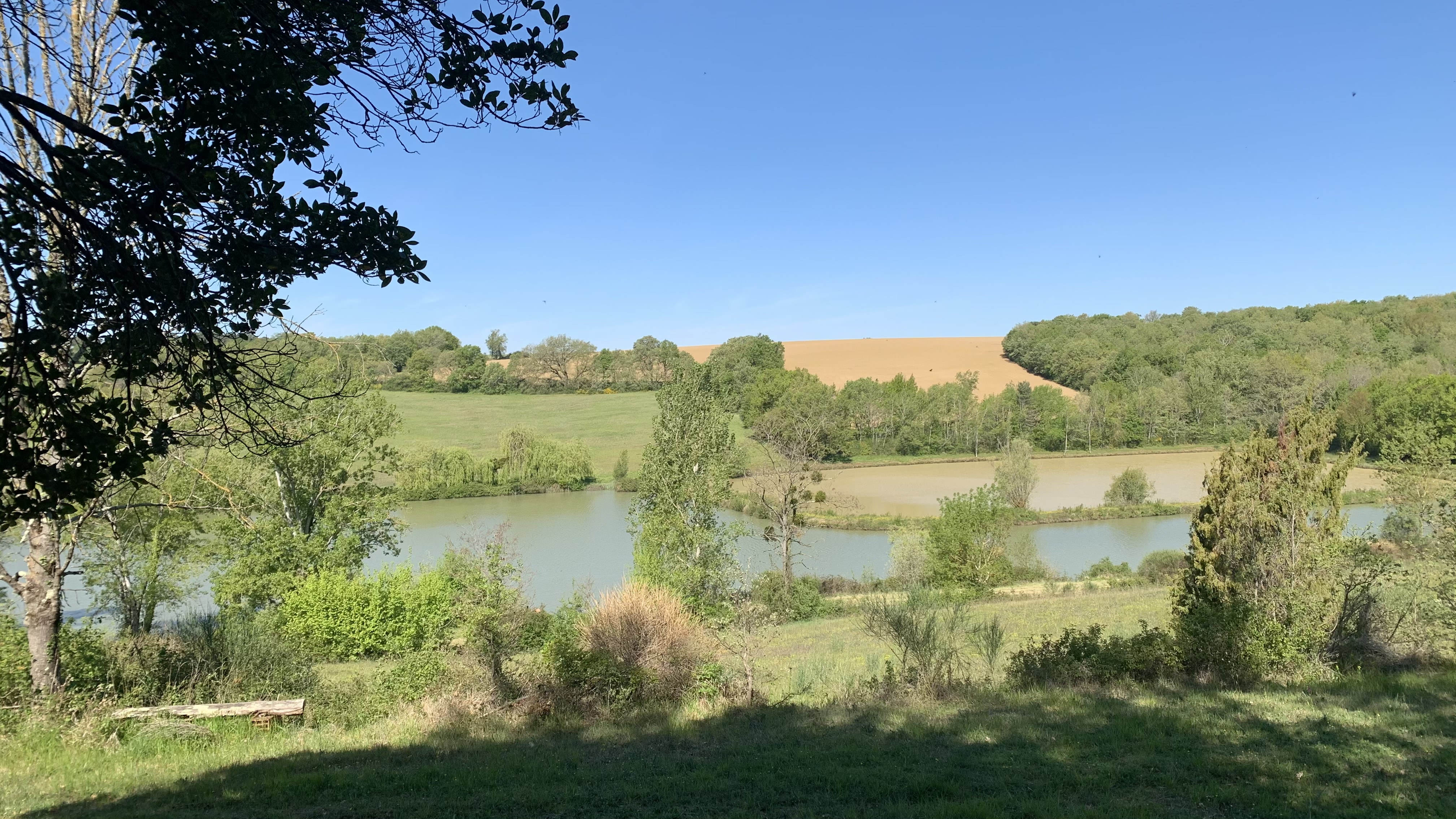
Lac de Macau
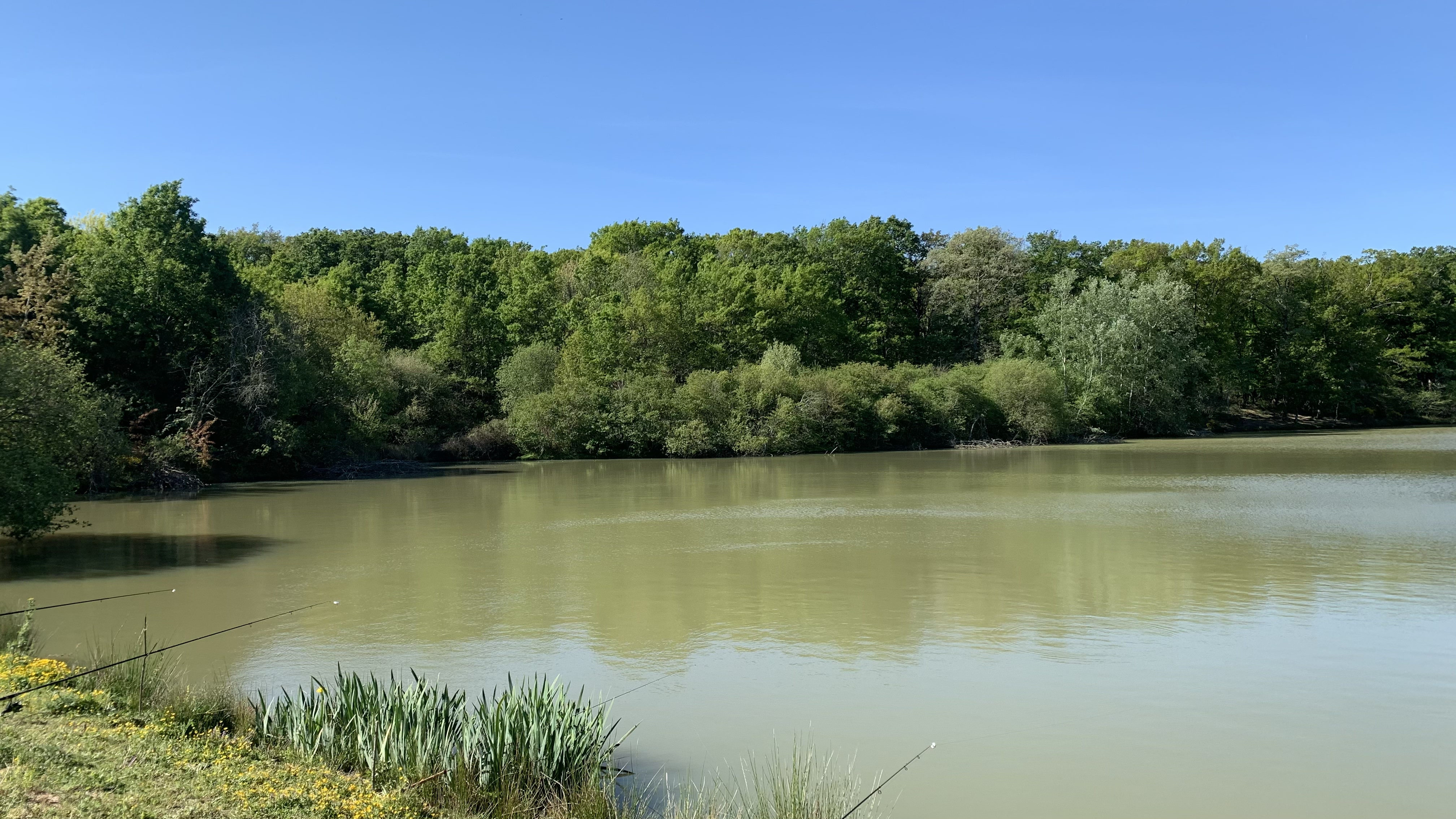
Lac de Sainte-Anne
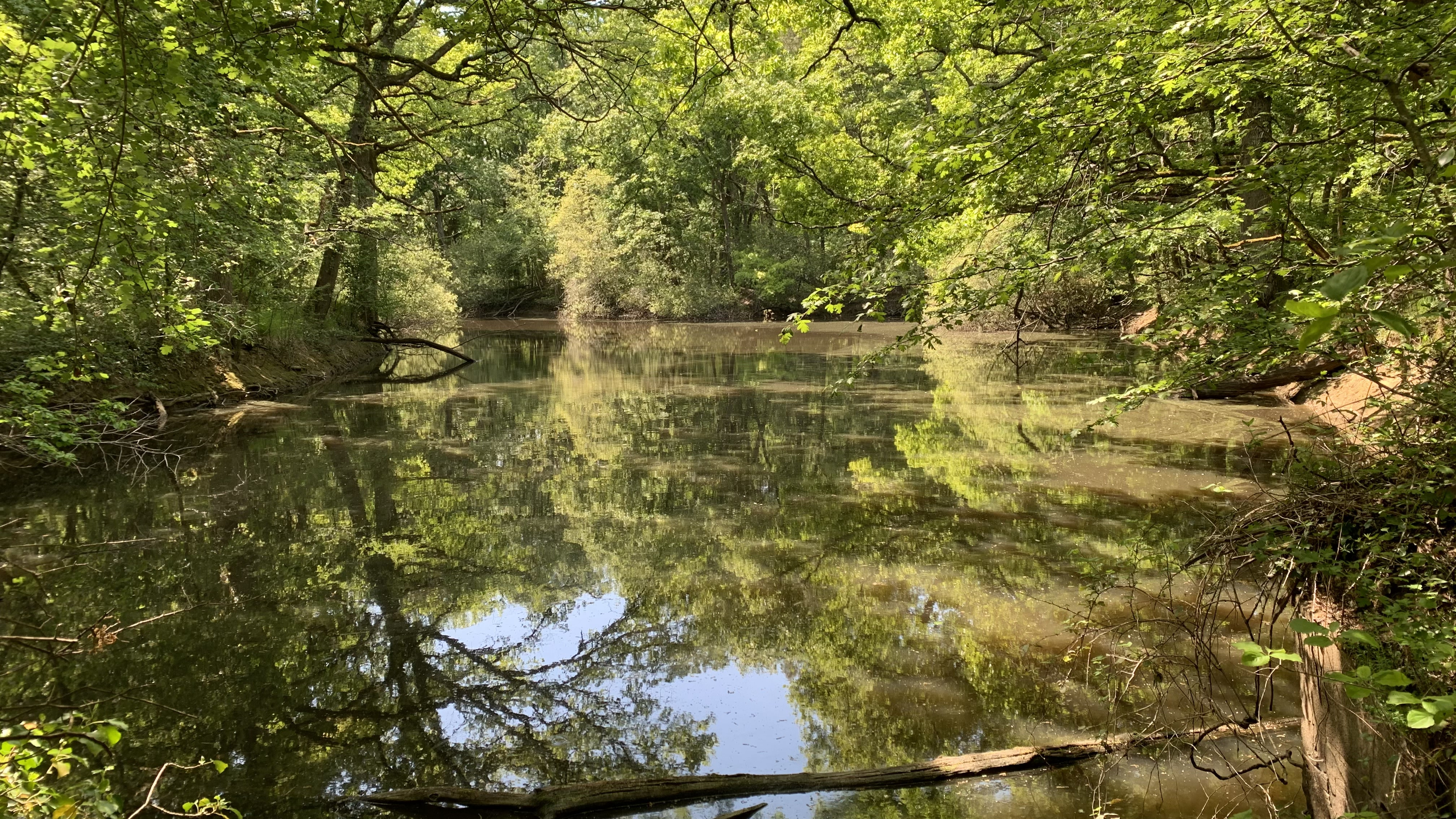
Laquet de Lutché

### Flore et faune

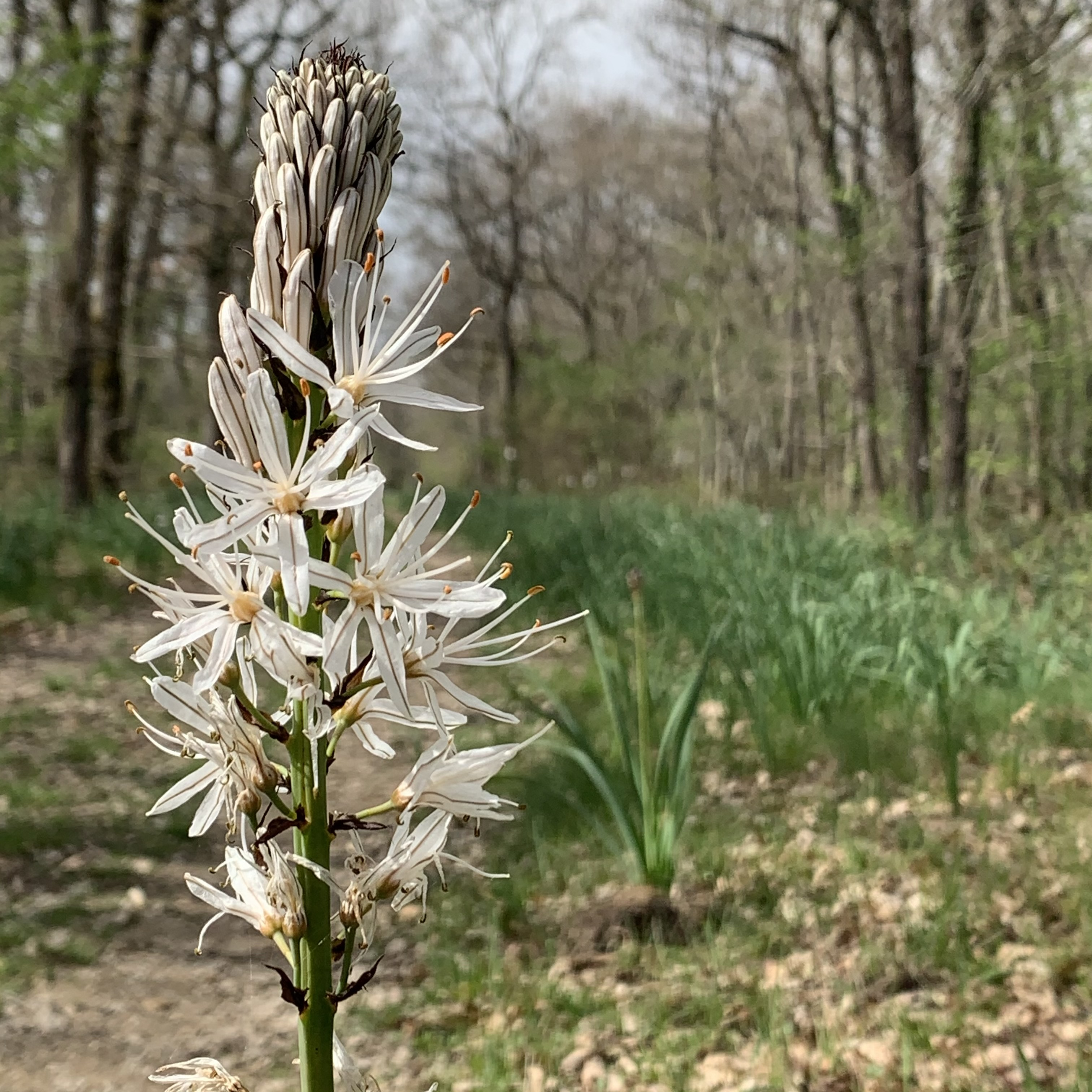
Asphodèles en début de printemps

Les principales essences indigènes de la forêt de Bouconne sont les chênes sessiles et pédonculés, plus rarement les chênes pubescents et lièges et le pin maritime. D'autres feuillus tels que châtaigniers, charmes, tilleuls, et frênes sont également présents en mélange. Quelques essences exotiques comme les chênes rouges et les sapins de Nordmann sont présentes, généralement en plantation.
Au printemps, de nombreuses asphodèles fleurissent le long des sentiers de la forêt.
Cette forêt est le seul grand massif boisé proche de l'agglomération de Toulouse, mais en dépit de sa forte fréquentation, elle abrite sangliers et chevreuils. D'autres espèces plus discrètes y sont présentes comme la genette, le renard et le blaireau. Le circaète Jean-le-Blanc chasse sur ses lisières.

### Protections
Par décret du 11 septembre 2009, ce massif a été classé forêt de protection sur une superficie d'environ 2 830 hectares (dont 300 dans le Gers), sur le territoire des communes de Brax, Daux, Lasserre-Pradère, Léguevin, Lévignac-sur-Save, Mérenvielle, Mondonville, Montaigut-sur-Save et Pibrac (dans la Haute-Garonne) et Pujaudran (dans le Gers).
Depuis 2010, la forêt est un site inscrit et répertorié en ZNIEFF de type 1.
En juillet 2020, 1 854 hectares de la forêt domaniale situés en Haute-Garonne ont été classés Espace naturel sensible pour la richesse de la biodiversité (reptiles, mammifères et oiseaux dans des landes ou des réseaux de mares et de zones humides).

## Formation
Le massif repose sur d'anciennes terrasses alluviales de la Garonne formées dans la 1re période interglaciaire, de Günz-Mindel.

## Activités

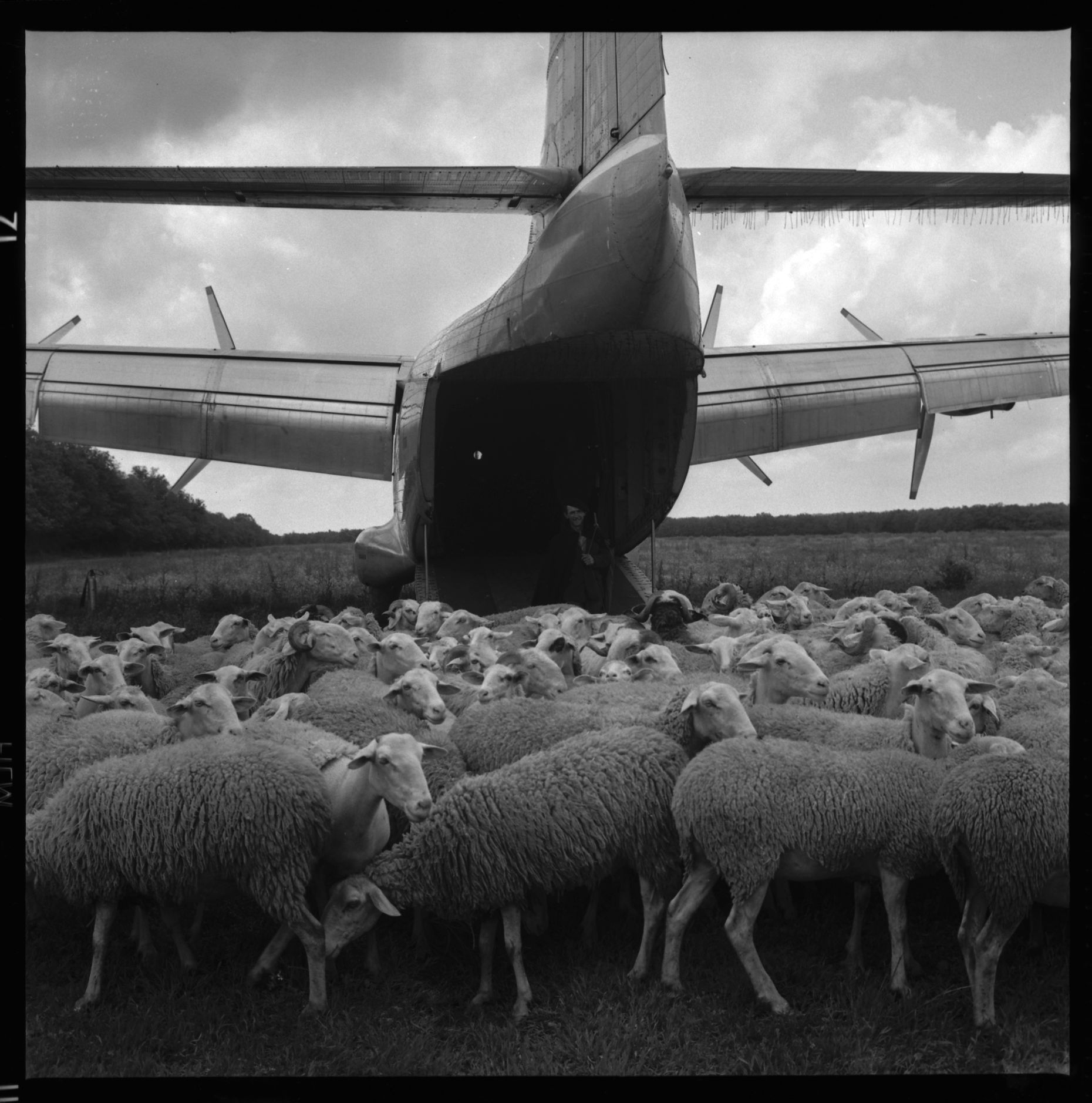
Le Breguet 941 porte de la soute ouverte derrière un troupeau de moutons à l’orée de la forêt le 20 mai 1965.

Une base de loisirs y est implantée avec une piscine, des courts de tennis, un minigolf, une aire de pique-nique, des sentiers balisés pour la randonnée pédestre, dont le Chemin de Compostelle GR 653 ou le VTT.
La forêt de Bouconne comprend également un parcours de santé (proche de l'entrée de Lévignac, de l'autre côté de la D24) ainsi qu'un sentier écologique (à proximité de la base de loisirs). 
La forêt a été utilisée en 1965 pour des essais d'atterrissage court du Breguet 941.
La forêt est exploitée par l'ONF pour la production de bois de chauffage ou de papier selon un plan de coupe défini en 2011 pour 20 ans. Les récoltes annuelles sont 2,3 m3 par ha, soit moins que la production naturelle de bois.

## Historique
Des fouilles préventives menées en 2003 lors de la construction de l'itinéraire à grand gabarit ont permis de découvrir des vestiges archéologiques sur le site de Bichou sur la commune de Montaigut-sur-Save. Au Paléolithique inférieur, un peuple de chasseurs-cueilleurs a laissé des traces d’outils fabriqués à partir des galets de la Garonne de type acheuléen. Puis son successeur, l'Homme de Néandertal a laissé des outils plus sophistiqués de type moustérien. Au Néolithique, l'homme chasseur-cueilleur devenu agriculteur, déforeste pour gagner des terres arables.
À l'époque romaine, la forêt, domaine des ténèbres, n’appartient à personne, c'est-à-dire à tout le monde, les riverains exploitent le bois pour construire leurs maisons, leurs outils, se chauffer, faire fonctionner les fours à pain, produire du charbon de bois et faire paître les animaux domestiques.
L'itinéraire de l'Anonyme de Bordeaux passe dans la région et mentionne le site de Bucconis.
La forêt de Bouconne qui s'étend alors sur 30 km jusqu'à Rieumes sur les hautes terrasses alluviales de la rive gauche de la Garonne, est une frontière pluriséculaire entre Gascons et Languedociens. Traversée par la route qui reliait l'Aquitaine au Languedoc, c'était un lieu de passage très important dès que le lit de la Garonne s'éloigna vers l'est.
Au Moyen Âge, les seigneurs puis comtes de L'Isle-Jourdain, par la force, les alliances, les héritages, prennent possession des forêts et accordent des droits aux communes riveraines contre avantages ou rémunérations. Pacage, glandée, affouage sont accordés aux communes environnantes et aussi certains droits à la ville de Toulouse. Les restrictions de ces droits d’usage provoqueront au cours des siècles de nombreux conflits entre paysans riverains et seigneurs. Ces droits d'usage nuisent malheureusement à la végétation et toute l'histoire de la forêt va se résumer dans la lutte entre le seigneur qui veut protéger les arbres, et les usagers qui veulent en tirer le maximum de profit immédiat.
Sous Henri IV, la forêt de Bouconne devient royale et les tentatives d’organisation de l'exploitation forestière pour l'État se heurtent à l'opposition des paysans, qui revendiquent leurs droits d’usage ancestraux. Sous le règne de Louis XIV, Colbert entreprend la réforme des forêts françaises, pour une exploitation rationnelle.
En 1833, le nouveau code forestier est mis en application : le régime d'exploitation adopté est celui de taillis sous futaie avec révolution de 25 ans. Un large chemin nord-est - sud-ouest, la Grande-Tranchée, traverse la forêt dans toute sa longueur et permet l'évacuation facile des bois, qui sont surtout dirigés sur Toulouse. Des maisons forestières sont construites et des gardes forestiers sont mis en place pour combattre les actes malveillants. À partir de la tranchées, des  parcelles délimitent la forêt en lots de coupe de 20 ha. En 1872, on décide de redécouper en 2 ces lots, on retrouve donc toujours ces parcelles d’environ 10 ha numérotés de 1 à 200 en partant du nord-est et en tournant dans le sens inverse des montres.
La tour du télégraphe Chappe est une tour ronde à trois étages datant de 1834 et qui servit jusqu’en 1850 à transmettre les signaux Chappe de Paris à Toulouse et Narbonne via Bordeaux. Les informations circulaient de tour en tour distantes environ de 5 à 8 km. Elle a été restaurée en 1994 par Georges Bastien, maire de Brax.
Au moment de la révolution industrielle, avec l'utilisation du pétrole et du gaz, l'énergie bois perd de son importance.
La Seconde Guerre mondiale en augmentant subitement les besoins de bois, a bouleversé l'exploitation pour la production intensive de bois de chauffage et de bois pour gazogènes.
Lieu de la Résistance intérieure française, François Verdier (Forain), chef régional de la Résistance dirigeant le réseau MUR, y est exécuté le 27 janvier 1944 par la gestapo. Une stèle a été érigée au lieu de l'assassinat.

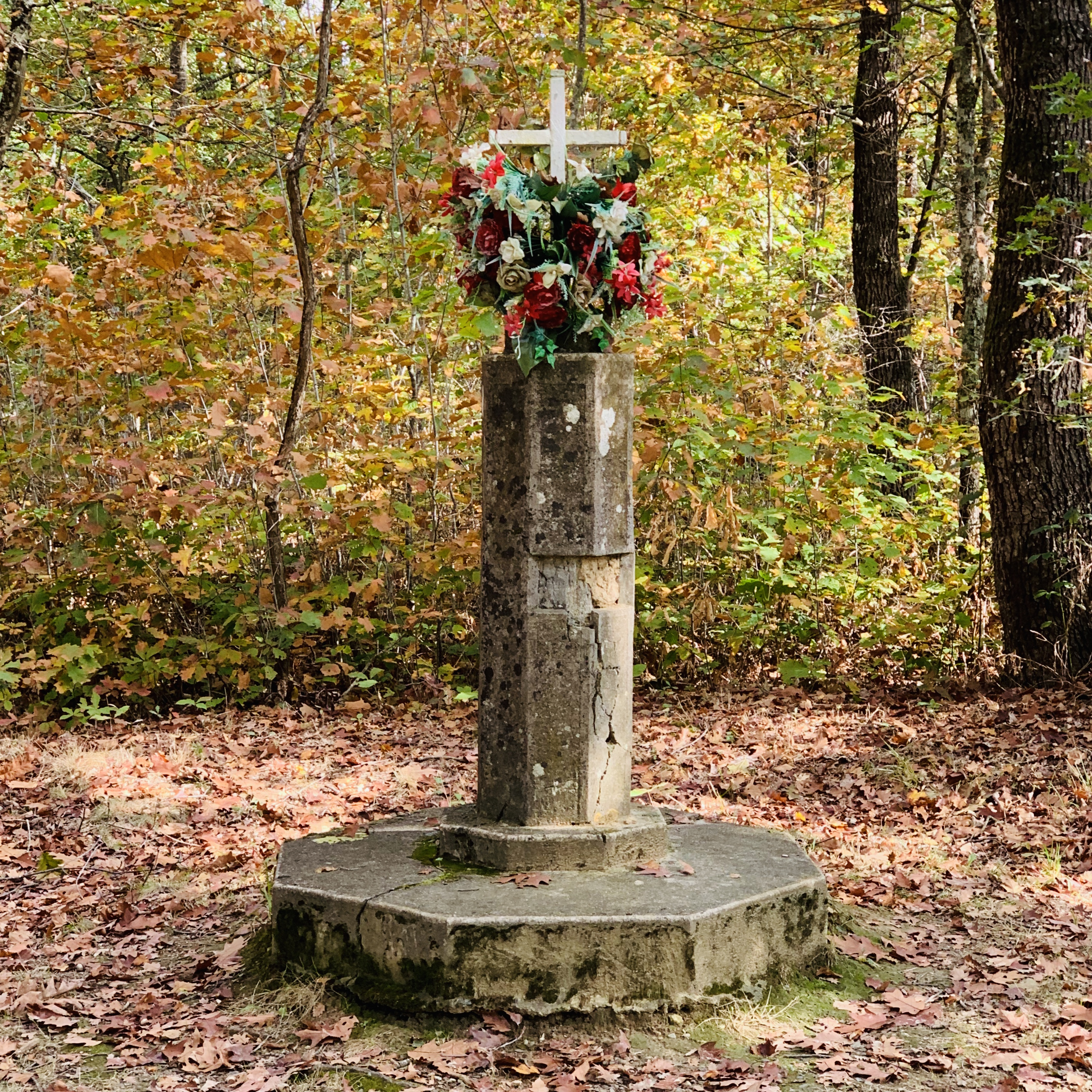
Croix Sainte-Dominique
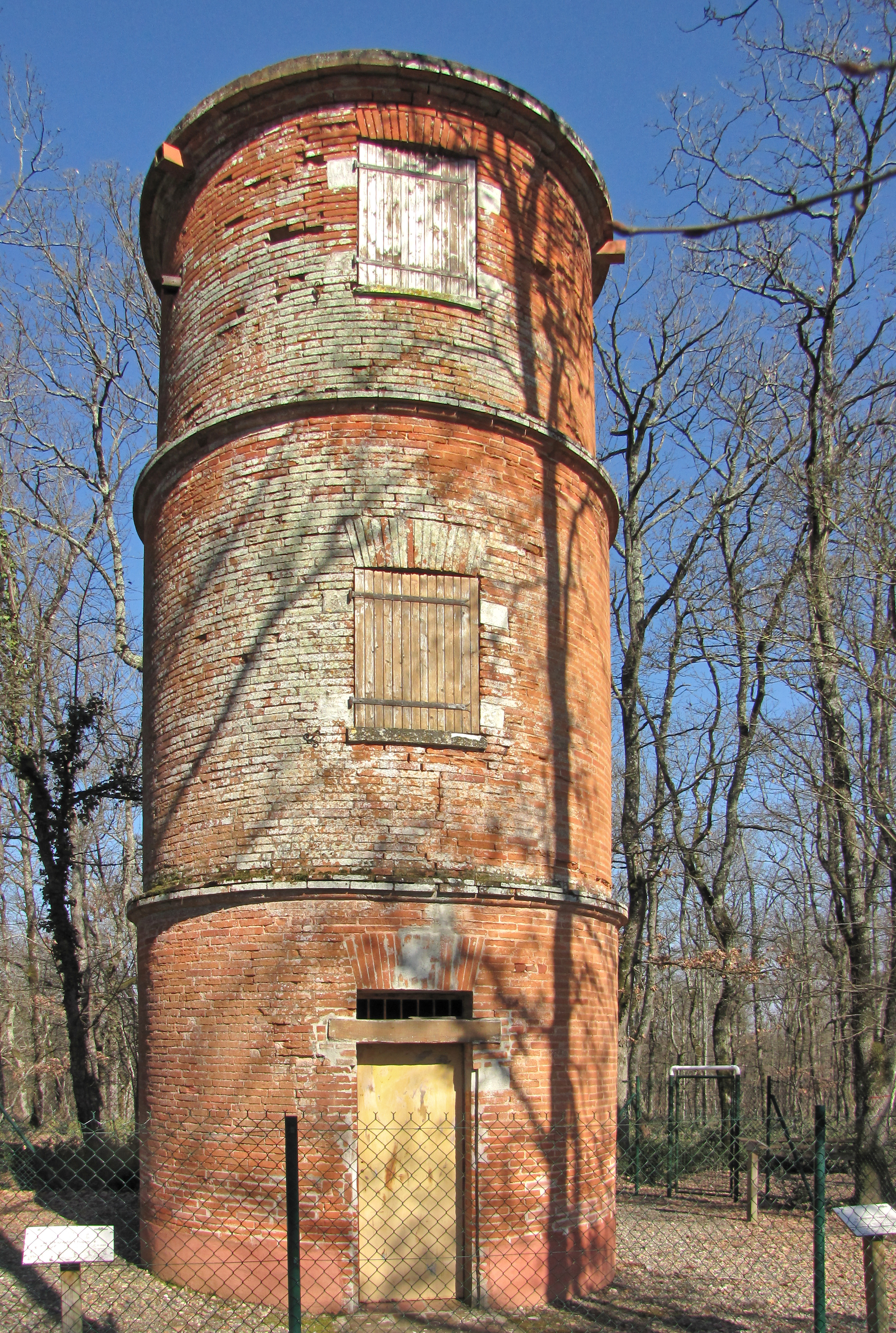
Télégraphe Chappe de Lévignac
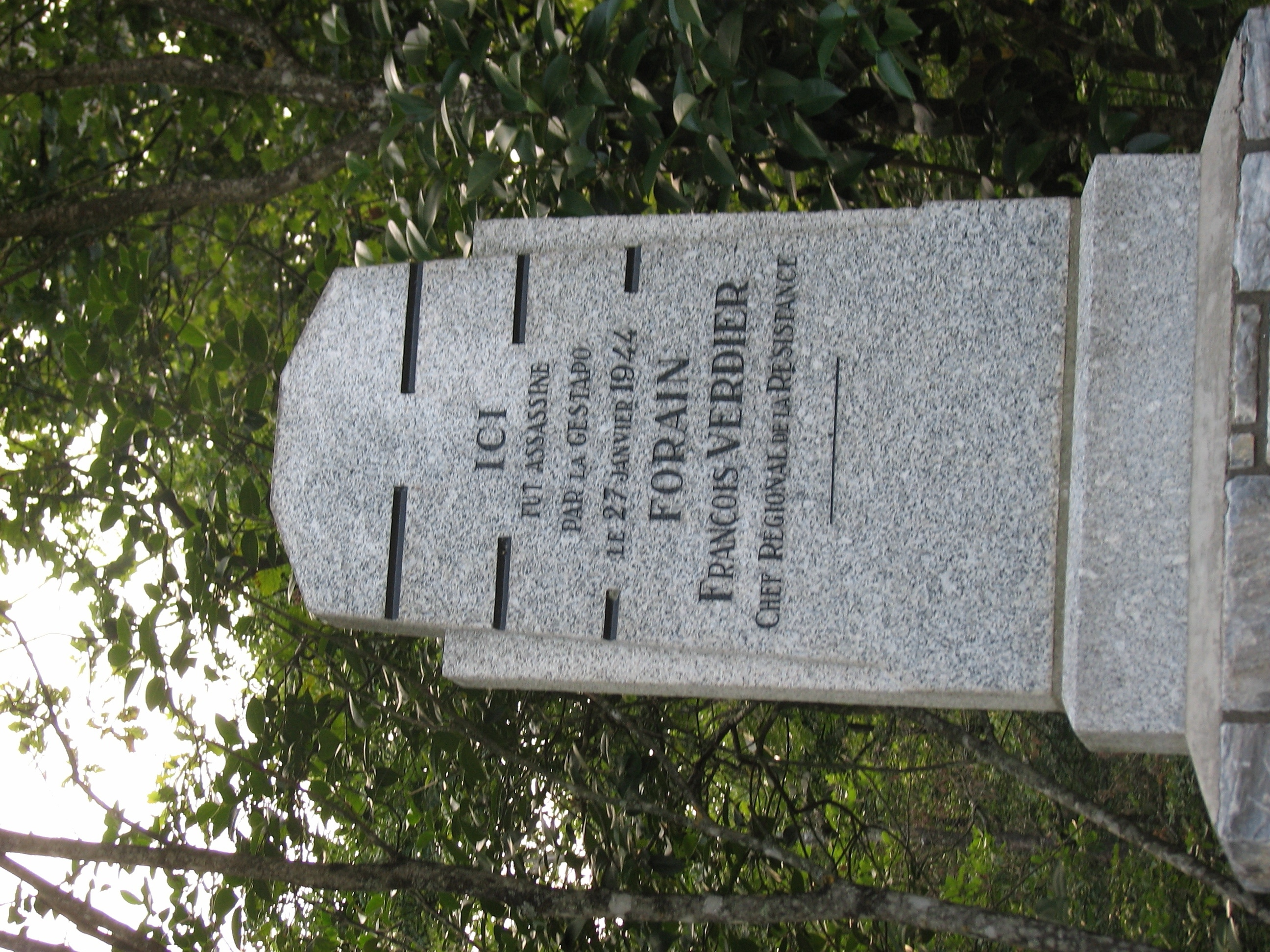
Stèle à la mémoire de François Verdier dans la forêt de Bouconne
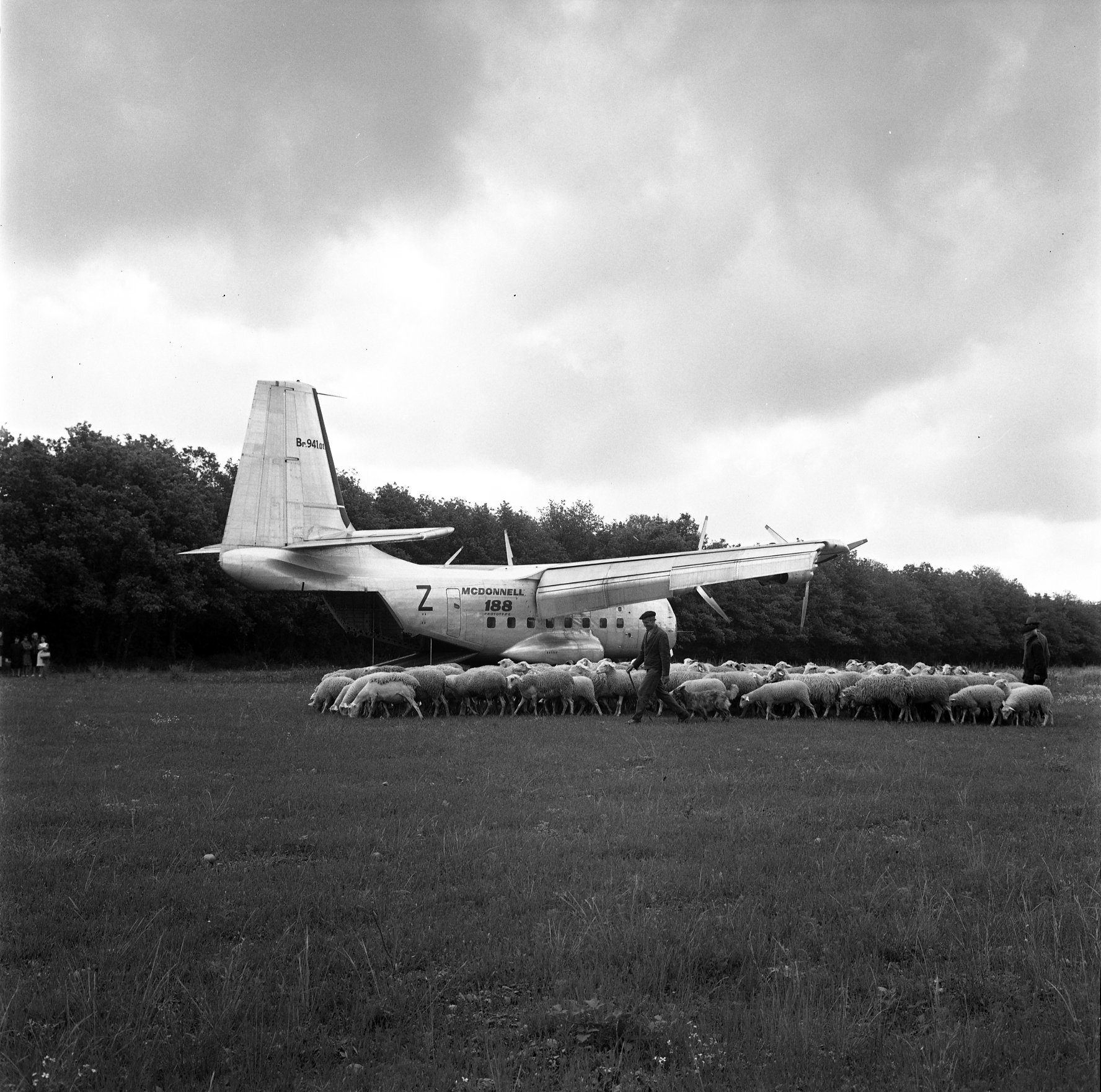
Tests du Breguet 941 en mai 1965

En 2019 une victime de meurtre est retrouvée dans la forêt de Bouconne en bordure de route.